# الانتخابات الرئاسية في توغو 2020
الانتخابات الرئاسية في توغو 2020 هي انتخابات رئاسية جرت في 22 فبراير 2020، في توغو، لانتخاب رئيس توغو ‏.
فاز بالانتخابات فور غناسينغبي، وحصل على 1,760,309 صوتاً.

## المرشحين
| المرشح          | الحزب                          | عدد الأصوات | عدد المقاعد |
| --------------- | ------------------------------ | ----------- | ----------- |
| فور غناسينغبي   | Union for the Republic (Togo) ‏ | 1,760,309   |             |
| Agbéyomé Kodjo ‏ |                                | 483,926     |             |
| جان بيار فابر   | National Alliance for Change ‏  | 116,336     |             |